# Uroplectes schlechteri
Espèce
Synonymes
- Uroplectes karrooicus Purcell, 1901

Uroplectes schlechteri est une espèce de scorpions de la famille des Buthidae.

## Distribution
Cette espèce se rencontre en Afrique du Sud et en Namibie.

## Description
La femelle holotype mesure 46 mm.

## Systématique et taxinomie
Cette espèce a été décrite par Purcell en 1901. Uroplectes karrooicus a été placée en synonymie par Lamoral en 1979.

## Étymologie
Cette espèce est nommée en l'honneur de Max Schlechter (1870-1901).

## Publication originale
- Purcell, 1901 : « 'On some South African Arachnida belonging to the orders Scorpiones,Pedipalpi and Solifugae. » Annals of the South African Museum, vol. 2, p. 137-225 (texte intégral).